# Trisula subalba
Trisula subalba är en fjärilsart som beskrevs av Seydel 1937. Trisula subalba ingår i släktet Trisula och familjen nattflyn. Inga underarter finns listade i Catalogue of Life.